# Claude Loraine-Barrow
Claude Loraine-Barrow (* 10. August 1870 in Sydnope Hall bei Matlock, Derbyshire; † 13. Juni 1903 in Libourne, Département Gironde) war ein britischer Automobilrennfahrer.

## Werdegang
Seine Eltern waren Richard Bridgman Barrow († 22. Juni 1876) und dessen Ehefrau Janetta Hannah Loraine († 28. August 1870), eine Schwester von Sir Lambton Loraine (11. Baronet).
Loraine-Barrows Eltern starben früh, daher wurde er von seiner Tante Lady Fairbairn erzogen. Er besuchte das Jesus College in Cambridge und ging nach seinem Abschluss mit einer Expedition nach Neuseeland. Dort wurden die Neuseeländischen Alpen kartiert. Nach seiner Rückkehr ließ er sich in Süd-West Frankreich nieder und bezog die Villa La Romana in Biarritz. Er wurde 1896 Katholik und heiratete 1897 die Engländerin Valerie Marie Gurdon.
Loraine-Barrow entdeckte den Motorsport für sich und fuhr seine ersten Rennen am 25. Februar 1900 auf dem Circuit du Sud Ouest, wo er mit seinem 12-PS-Panhard den neunten Platz erreichte. Am 3./4. Juni des Jahres errang er im Rennen Bordeaux–Perigueux–Bordeaux Rang sechs. 
Loraine-Barrow lernte den ebenfalls rennsportbegeisterten Emil Jellinek kennen, der ihm 1901 die Vertretung für die Daimler-Motoren-Gesellschaft in Süd-West-Frankreich gab. Loraine-Barrow wollte Mercedes nun auch in Rennen fahren. 
Sein erstes Rennen mit Mercedes 17. Februar 1901 auf dem Circuit du Sud-Ouest in Pau endete wegen technischer Probleme bereits nach 300 m mit Getriebeschaden. Das nächste Rennen, Nizza–Salon–Nizza, beendete er als Fünfter. Im Jahr 1902 fuhr Loraine-Barrow einen De Dietrich 15 CV im Rennen Paris–Wien auf Platz 50 und einen De Dietrich Type Ibis beim Ardennen-Rennen auf Rang 20. Für 1903 kaufte er einen 60-PS-Panhard von Harry J. Lawson; dieser konnte nicht liefern und wurde später wegen Betrugs verurteilt.

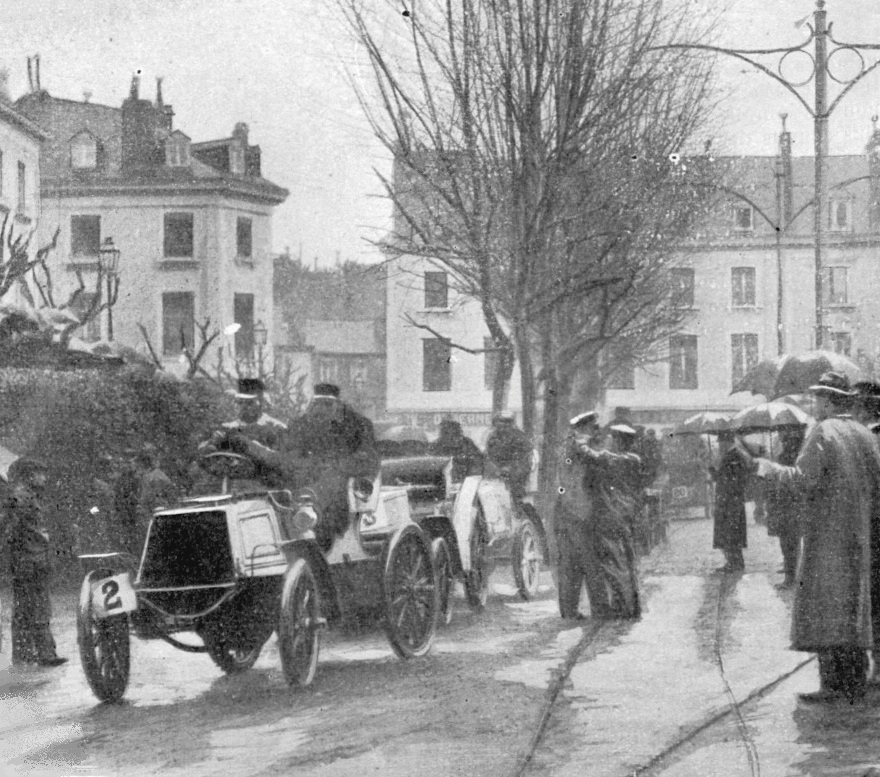
Loraine-Barrow beim Meeting de Pau, Februar 1900, Panhard-Levassor 12 CV
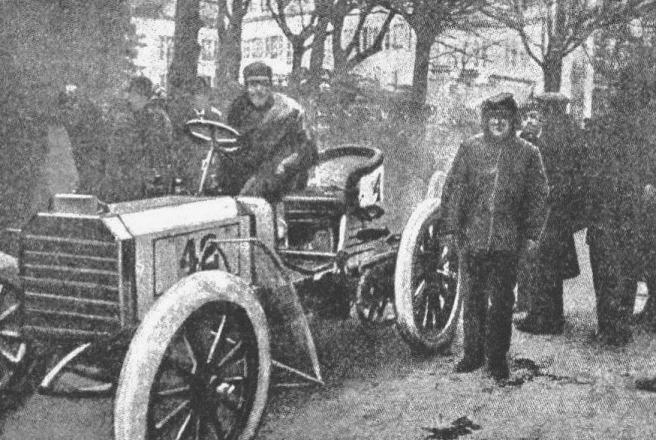
Claude Loraine-Barrow, Grand Prix de Pau 1901, Mercedes 35 PS
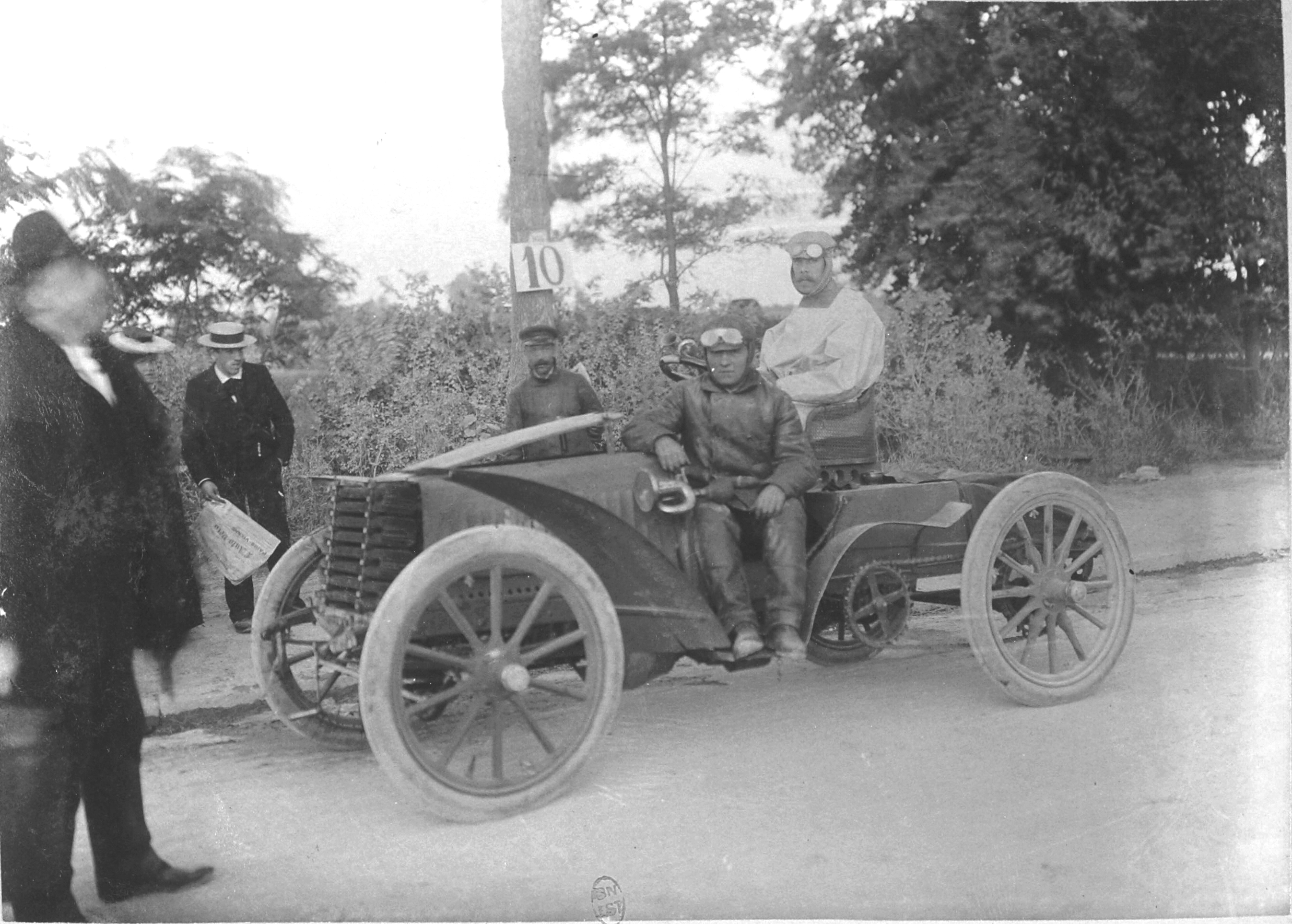
Loraine-Barrow beim Rennen Paris–Wien 1902, De Dietrich 24 HP
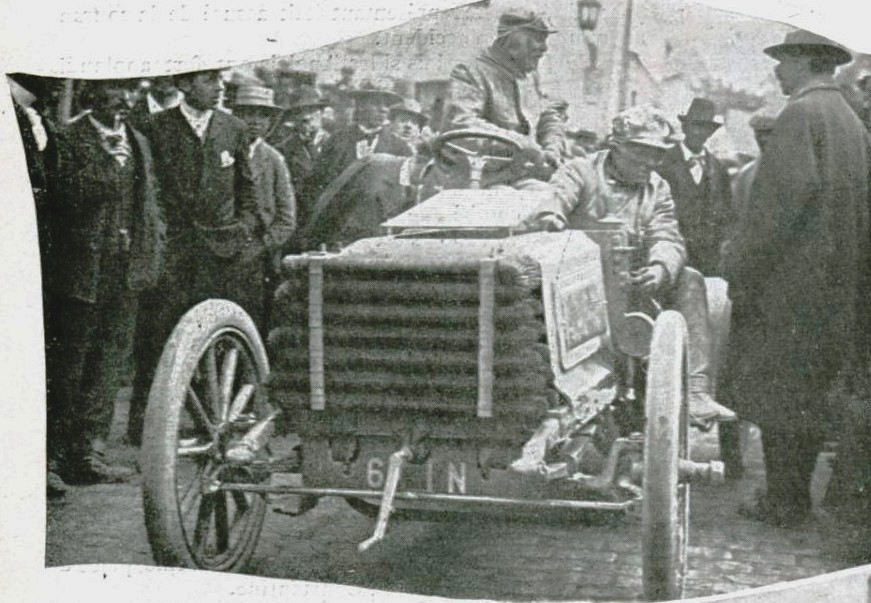
Loraine-Barrow beim Circuit des Ardennes 1902, De Dietrich 24 HP

Sein letztes Rennen bestritt Loraine-Barrow am 24. Mai 1903 bei Paris–Madrid. Er fuhr einen 45-PS-De-Dietrich, war der fünfte Starter am Piece d’eau des Suisses in Schloss Versailles und wurde von seinem Rennmechaniker Pierre Rodez begleitet. Der Wagen hatte schon vor dem Start Probleme, welche aber gelöst werden konnten. Auf einem geraden Teilstück in der Kleinstadt Arveyres lief den beiden ein Hund vor das Auto. Loraine-Barrow verlor die Kontrolle über das Fahrzeug und fuhr frontal in einen Baum. Der Mechaniker Pierre Rodez war sofort tot. Loraine-Barrow wurde schwer verletzt: ihm musste ein Bein amputiert werden und er starb etwa drei Wochen nach dem Unglück, am 13. Juni 1903, an einer Lungenentzündung. Loraine-Barrow und Rodez wurden auf dem Friedhof Sabaou in Biarritz beigesetzt. Seine Erben mussten feststellen, dass seine Lebensversicherung nicht das Leben von Rennfahrern versicherte.
Das Rennen Paris–Madrid wurde nach mehreren schweren Unglücken, die mindestens sieben Todesopfer forderten, bereits am ersten der vier vorgesehenen Renntage abgebrochen und bedeutete letztendlich das Ende der zur Jahrhundertwende vom 19. zum 20. Jahrhundert populären Stadt-zu-Stadt-Rennen.